# Coupe de Madagascar de football
La coupe de Madagascar de football a été créé en 1974.

## Palmarès
- 1974 : Fortior Club de la Côte Ouest (Mahajanga)
- 1975 : Fortior Club de la Côte Ouest (Mahajanga)
- 1976 : Fortior Club de la Côte Ouest (Mahajanga)
- 1977 : Fortior Club de la Côte Ouest (Mahajanga)
- 1978 : AS Sotema (Mahajanga)
- 1979 : AS Sotema (Mahajanga)
- 1980 : AS Saint-Michel
- 1981 : Dinamo Fima (Antananarivo)
- 1982 : AS Sotema (Mahajanga)
- 1983 : Dinamo Fima (Antananarivo)
- 1984 : inconnu
- 1985 : Fortior Club de la Côte Ouest (Mahajanga)
- 1986 : Herin Tanoro Milalao Fampianarana (Mahajanga)
- 1987 : Bankin' ny Tantsaha Mpamokatra (Antananarivo)
- 1988 : Banky Fampadrosoana ny Varotra (Mahajanga)
- 1989 : Bankin' ny Tantsaha Mpamokatra (Antananarivo)
- 1990 : Banky Fampadrosoana ny Varotra (Mahajanga)
- 1991 : Bankin' ny Tantsaha Mpamokatra (Antananarivo)
- 1992 : COSFAP (Antananarivo)
- 1993 : AS Cimelta (Antananarivo)
- 1994 : inconnu
- 1995 : inconnu
- 1996 : Club S (Namakia)
- 1997 : inconnu
- 1998 : FC Djivan (Farafangana) 2-0 Fortior Club de la Côte Ouest (Mahajanga)
- 1999 : FC Djivan (Farafangana) 3-0 Akon'Ambatomena (Fianarantsoa)
- 2000 : FC Djivan (Farafangana) 1-0 FC Jirama (Antsirabe)
- 2001 : US Transfoot (Toamasina) 1-0 AS Fortior (Toamasina)
- 2002 : AS Fortior (Toamasina) 3-0 US Transfoot (Toamasina)
- 2003 : Léopards de Transfoot 1-0 Stade olympique de l'Emyrne (Antananarivo)
- 2004 : USJF Ravinala (Antananarivo) 2-1 USCA Foot (Antananarivo)
- 2005 : USCA Foot (Antananarivo) 2-1 ap USJF Ravinala (Antananarivo)
- 2006 : Ajesaia (Antananarivo) 1-0 USCA Foot (Antananarivo)
- 2007 : AS Adema 1-0 USCA Foot
- 2008 : AS Adema 1-0 Iarivo FC
- 2009 : AS Adema 2-1 Tana FC Formation
- 2010 : AS Adema 1-0 Japan Actuel's FC
- 2011 : CNAPS Sport 1-1 (tab 5-4) Tana FC Formation[1]
- 2012 : Terrible de la Côte Ouest Boeny 1-0 AS Adema[2]
- 2013 : AS Saint-Michel 3-2 AS Adema
- 2014 : AS Saint-Michel 3-2 AS Adema
- 2015 : CNAPS Sport 2-0 AS Adema
- 2016 : CNAPS Sport 2-1 AS Saint-Michel
- 2017 : Fosa Juniors FC 2-1 COSFA Antananarivo
- 2018[3] : AS Saint Michel Elgeco 2-1 AS Adema
- 2019 : Fosa Juniors FC 1-0 CNAPS Sport
- 2020 : Compétition abandonnée
- 2021 : Centre de Formation de Football d’Andoharanofotsy 3-1 CNAPS Sport

## Nombre de titres
- 5 : Fortior Club de la Côte Ouest
- 4 : AS Adema - AS Saint-Michel
- 3 : Bankin' ny Tantsaha Mpamokatra - FC Djivan - AS Sotema  - CNAPS Sport
- 2 : Banky Fampadrosoana ny Varotra - Dinamo Fima - Fosa Juniors FC
- 1 : Ajesaia - AS Cimelta - Club S - COSFAP - AS Fortior - Herin Tanoro Milalao Fampianarana - Léopards de Transfoot - Terrible de la Côte Ouest Boeny - US Transfoot - USCA Foot - USJF/Ravinala - Centre de Formation de Football d’Andoharanofotsy